# Holothuria lentiginosa
Holothuria lentiginosa är en sjögurkeart. Holothuria lentiginosa ingår i släktet Holothuria och familjen Holothuriidae.

## Underarter
Arten delas in i följande underarter:
- H. l. lentiginosa
- H. l. enoidis